# Lago Inawashiro
O Lago Inawashiro é o quarto maior lago do Japão e situa-se no centro da província de Fukushima, próximo do Monte Bandai. É também conhecido por "Lago Espelho do Céu".